# Omessa
 Omessa  là một xã ở tỉnh Haute-Corse trên đảo Corse, Pháp. Xã này có diện tích 24,4 km², dân số năm 1999 là 537 người. Khu vực này có độ cao 450 mét trên mực nước biển.